# George Fisher (glazbenik)
George "Corpsegrinder" Fisher (Baltimore, SAD, 8. srpnja 1970.) je američki death metal pjevač, najpoznatiji kao pjevač death metal sastava Cannibal Corpse. Član je sastava od 1995. godine. Također bio je član sastava Paths of Possession

## Diskografija
Cannibal Corpse
- Vile (1996.)
- Gallery of Suicide (1998.)
- Bloodthirst (1999.)
- Sacrifice / Confessions (2000.)
- Live Cannibalism (2000.)
- Gore Obsessed (2002.)
- Worm Infested (2003.)
- 15 Year Killing Spree (2003.)
- The Wretched Spawn (2004.)
- Kill (2006.)
- Evisceration Plague (2009.)
- Global Evisceration (2011.)
- Torture (2012.)
- Torturing and Eviscerating Live (2013.)
- A Skeletal Domain (2014.)
- Red Before Black (2017.)
- Violence Unimagined (2021.)
- Chaos Horrific (2023.)

Monstrosity
- Imperial Doom (1992.)
- Millennium (1996.)

Paths of Possession
- Promises in Blood (2005.)
- The End of the Hour (2007.)

Serpentine Dominion
- Serpentine Dominion (2016.)

Voodoo Gods
- Anticipation for Blood Leveled in Darkness (2014.)
- The Divinity of Blood (2020.)

Dethklok
- The Doomstar Requiem (2013.)

Suffocation
- Effigy of the Forgotten (1991.)

Heaven Shall Burn
- Wanderer (2016.)

Suicide Silence
- You Can't Stop Me (2014.)

Job for a Cowboy
- Sun Eater (2014.)

Ektomorf
- Aggressor (2015.)

Transmetal
- México Bárbaro (1996.)

Igorr
- Spirituality and Distortion (2020.)

Deeds of Flesh
- Nucleus (2020.)

Ice Nine Kills
- The Silver Scream 2: Welcome to Horrorwood (2021.)

Revocation
- Netherheaven (2022.)